# Rahim Meftah
Pour les articles homonymes, voir Meftah (homonymie).
Rahim Meftah, né le 15 août 1980 à Tizi Ouzou en Kabylie, est un footballeur algérien.

## Biographie
Rahim Meftah est un défenseur formé à la Jeunesse sportive de Kabylie. Il fait partie du groupe pro depuis 2001, et a gagné avec le club deux coupes africaines (2001 et 2002), et  2 Championnats d'Algérie de football (2004 et 2006)

## Carrière
- 2001-2007 : JS Kabylie  Algérie
- depuis 2008 : MO Constantine  Algérie
- 2013 : Us Béni Douala Algerie

a merakach

## Palmarès
- Champion d'Algérie 2004,2006 avec la Jeunesse sportive de Kabylie
- Vice-champion d'Algérie 2002 et 2005 avec la Jeunesse sportive de Kabylie
- Finaliste de la Coupe d'Algérie 2004 avec la Jeunesse sportive de Kabylie
- Vainqueur de la Coupe de la CAF 2001, 2002 avec la Jeunesse sportive de Kabylie